# Pleiochiton parasiticum
Pleiochiton parasiticum är en tvåhjärtbladig växtart som först beskrevs av O'berg och José Jéronimo Triana, och fick sitt nu gällande namn av Reginato, R. Goldenb. och José Fernando Andrade Baumgratz. Pleiochiton parasiticum ingår i släktet Pleiochiton och familjen Melastomataceae. Inga underarter finns listade i Catalogue of Life.